# Edmontonija
Edmontonija (lat. Edmontonia) je oklopljeni dinosaurus iz porodice nodosaura. Živeo je u kasnom periodu krede pre 76 do pre 65 miliona godina. Naziv je dobio po nazivu stene na kojoj je otkriven 1928. godine.
Edmontonija je bio jedan od najvećih nodosaura sa dužinom od oko 6,6 m, visinom oko 2 metra i težinom oko 4 tone. Telo i glava bili su mu pokriveni koštanim pločama i bodljama koji su mu služili kao zaštita u borbi sa prirodnim neprijateljima.
Za razliku od Ankilosaurusa nije imala koštano zadebljanje na kraju repa, ali se ona i branila drugačije od predatora. Predpostavlja se da bi se, kada je napadnuta, samo priljubila uz tlo i na taj čuvala stomak dok joj je gornji deo tela bio oklopljen odbrambenim pločama. U tom položaju napadač ne bi mogao da joj nanese nikakve ozbiljnije povrede.
Ova vrsta je živela daleko od mora, na obalama velikih reka na kojima je mogla da se hrani obilnom vegetacijom. Pretpostavlja se da su u to vreme u njenom staništu rasli visoki borovi, a u njihovom podnožju je raslo nisko žbunasto bilje, kojim se edmontonija hranila. Čeljusti edmontonije su bile slabe, a zubi mali. Za razliku od zuba ostalih dinosaurusa kod edmontonije se oni nisu idealno uklapali. Zato je ona mogla da se hrani samo mekim, mesnatim biljkama.

## Literatura
- Tim Haines and Paul Chambers (2006). The Complete Guide to Prehistoric Life. Firefly Books Ltd., Canada. 69.
- Lambert, David (2003). Dinosaur Encyclopedia. DK Publishing, New York. 202-203.